# Aldo Rossi

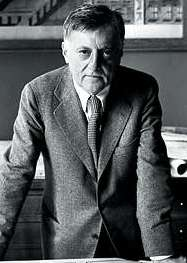
Aldo Rossi

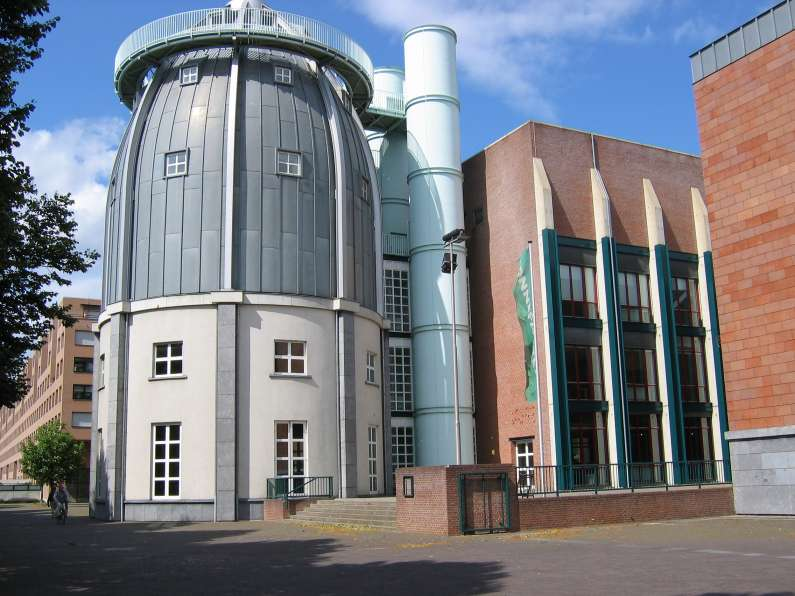
Aldo Rossi - Bonnefantenmuseum, Maastricht (1992–95).

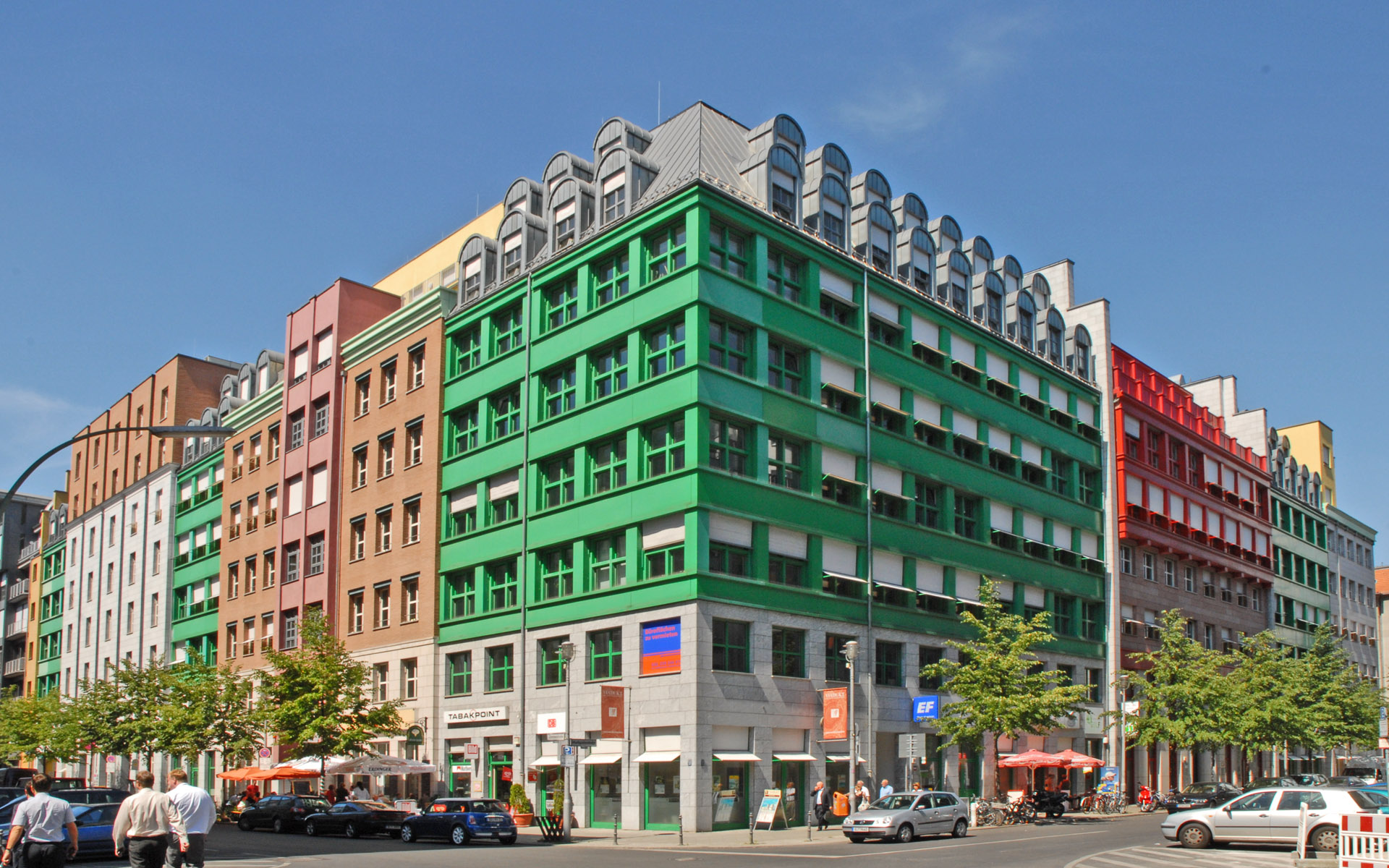
Quartier Schützenstrasse i Berlin.

Aldo Rossi, född 3 maj 1931 i Milano, död 4 september 1997 i samma stad, var en italiensk postmodernistisk arkitekt.
För Venedigbiennalen designade Aldo Rossi 1979 en flytande Teatro del Mondo, med sittplatser för 250 personer, som bogserades ut till havs. Han har också designat Genuas nationella operahus. Han erhöll 1990 Pritzkerpriset i arkitektur. Ada Louise Huxtable, arkitekturkritiker och jurymedlem för Pritzkerpriset, har beskrivit Rossi som "en poet som råkar vara arkitekt".

## Verk i urval
- Monte Amiata bostadsområde i Gallaratesedistriktet i Milano, Italien, 1968–74 (med Carlo Aymonino)
- San Cataldo-kyrkogården, Modena, Italien, 1971
- Teatro del Mondo, Venedigbiennalen, 1979
- Bostadshus i södra Friedrichstadt i Berlin, 1979
- Broni grundskola (med Arduino Cantafora)
- Teatro Carlo Felice i Genua, Italien, 1981
- Centro direzionale, Perugia, Italien, 1982–88
- Palazzo Hotel i Fukuoka, Japan, 1986–89
- Bonnefanten Museum, Maastricht, Nederländerna, 1990–94
- Quartier Schützenstrasse i Berlin, Tyskland 1994–98
- Ca' di Cozzi i Verona, Italien
- Mojiko Hotel, Kitakyushu, Japan, 1996-98